# Minnesota Timberwolves 2005-2006
La stagione 2005-06 dei Minnesota Timberwolves fu la 17ª nella NBA per la franchigia.
I Minnesota Timberwolves arrivarono quarti nella Northwest Division della Western Conferencecon un record di 33-49, non qualificandosi per i play-off.

## Roster
| N° | Naz.                   | Ruolo | Sportivo               | Anno | Alt. | Peso |
| -- | ---------------------- | ----- | ---------------------- | ---- | ---- | ---- |
| 1  | Stati Uniti (bandiera) | A     | Rashad McCants         | 1984 | 193  | 94   |
| 3  | Stati Uniti (bandiera) | G     | Marcus Banks           | 1981 | 188  | 91   |
| 6  | Stati Uniti (bandiera) | G     | Bracey Wright          | 1984 | 191  | 95   |
| 7  | Stati Uniti (bandiera) | G     | Anthony Carter         | 1975 | 185  | 86   |
| 9  | Stati Uniti (bandiera) | A     | Justin Reed            | 1982 | 203  | 109  |
| 10 | Stati Uniti (bandiera) | A     | Wally Szczerbiak       | 1977 | 201  | 111  |
| 12 | Stati Uniti (bandiera) | A     | Ronald Dupree          | 1981 | 201  | 95   |
| 16 | Stati Uniti (bandiera) | G     | Troy Hudson            | 1976 | 185  | 77   |
| 17 | Georgia (bandiera)     | A     | Nik'oloz Tskit'ishvili | 1983 | 213  | 102  |
| 21 | Stati Uniti (bandiera) | A     | Kevin Garnett          | 1976 | 211  | 100  |
| 23 | Stati Uniti (bandiera) | G     | Trenton Hassell        | 1979 | 196  | 91   |
| 24 | Stati Uniti (bandiera) | G     | Richie Frahm           | 1977 | 196  | 95   |
| 30 | Stati Uniti (bandiera) | C     | Mark Blount            | 1975 | 213  | 104  |
| 31 | Stati Uniti (bandiera) | G     | Ricky Davis            | 1979 | 198  | 88   |
| 34 | Nigeria (bandiera)     | C     | Michael Olowokandi     | 1975 | 213  | 122  |
| 35 | Stati Uniti (bandiera) | A     | Mark Madsen            | 1976 | 206  | 109  |
| 41 | Stati Uniti (bandiera) | A     | Eddie Griffin          | 1982 | 208  | 100  |
| 55 | Serbia (bandiera)      | G     | Marko Jarić            | 1978 | 201  | 90   |

## Staff tecnico
- Allenatore: Dwane Casey
- Vice-allenatori: Johnny Davis, Aleksandar Džikić, Rex Kalamian, Vince Taylor
- Vice-allenatore/scout: Brent Haskins